# Слендермен
Сле́ндермен (англ. The Slender Man, Slenderman — «Тонкий (Тощий) Человек»), также Сле́ндер (англ. Slender), Опера́тор (в Marble Hornets) — персонаж, созданный участником интернет-форума Something Awful в 2009 году в подражание персонажам городских легенд. В качестве интернет-мема Тонкий человек приобрёл широкую известность, породив ряд рассказов, образцов фан-арта и косплея, а также став персонажем компьютерных и мобильных игр и фильмов ужасов.

## История
Тонкий человек был создан в результате конкурса Create Paranormal Images, проведённого на форуме Something Awful в июне 2009 года: участникам предлагалось с помощью графического редактора добавлять на обычные фотографии какие-либо сверхъестественные и пугающие детали. 10 июня 1990 года пользователь форума под псевдонимом Victor Surge (согласно титрам игры «Slender: The Arrival», его настоящее имя — Эрик Кнудсен) опубликовал в рамках конкурса два чёрно-белых фотомонтажа с изображением вымышленного персонажа, преследующего группу детей, присвоил ему прозвище «Тонкий Человек» и сопроводил их следующим текстом:

Мы не хотели идти, не хотели убивать их, но его упорное молчание и вытянутые руки одновременно пугали и успокаивали нас… / 1983 год, фотограф неизвестен, считается погибшим.
Оригинальный текст (англ.)we didn't want to go, we didn't want to kill them, but its persistent silence and outstretched arms horrified and comforted us at the same time... / 1983, photographer unknown, presumed dead.

Одна из двух фотографий, уцелевших при пожаре городской библиотеки Стирлинга. Примечательны датой — днём исчезновения четырнадцати детей — и объектом, получившим название «Тонкий Человек». Официальные лица объясняют искажённые пропорции дефектами плёнки. Пожар в библиотеке произошёл неделю спустя. Сами фотографии конфискованы как вещественные доказательства. / 1986 год, фотограф: Мэри Томас, пропала без вести 13 июня 1986 года.
Оригинальный текст (англ.) One of two recovered photographs from the Stirling City Library blaze. Notable for being taken the day which fourteen children vanished and for what is referred to as “The Slender Man”. Deformities cited as film defects by officials. Fire at library occurred one week later. Actual photograph confiscated as evidence. / 1986, photographer: Mary Thomas, missing since June 13th, 1986.

В теме Create Paranormal Images фотографии Тонкого человека произвели фурор, и Victor Surge продолжил тему, добавив другие фото, полицейский отчёт и даже несколько детских рисунков. Другие пользователи тоже решили внести свой вклад, выложив собственные монтажи и вымышленные истории. Данная традиция постепенно распространилась за пределы Something Awful, и в Интернете Тонкий человек довольно быстро стал очень популярен. Victor Surge подчёркивал, что образ Тонкого человека полностью выдуман им, и отмечал, что использовал для фотомонтажей образ Высокого человека из фильма «Фантазм» (1979), а также взятые из сети фотографии мужчин в строгих костюмах.
Существует много похожих на Тонкого человека персонажей: ноппэрапоны, Жердяи (персонажи славянской мифологии), существо («Палочник») из вымышленного видео «zaibat», Кабадат (англ. Cabadath) из игровой серии Chzo Mythos, дьявол в рассказе Стивена Кинга «Человек в чёрном костюме» или тонкие люди в рассказе Брайана Ламли «Тонкие», пришельцы из эпизода «Тишина» сериала «Доктор Кто» и т. д. Несмотря на порой немалое (как в случае с Кабадатом) сходство, связей со Слендерменом и его мифологией они никаких не имеют. Возможно и сходство данного персонажа с распространённым видением при сонном параличе.

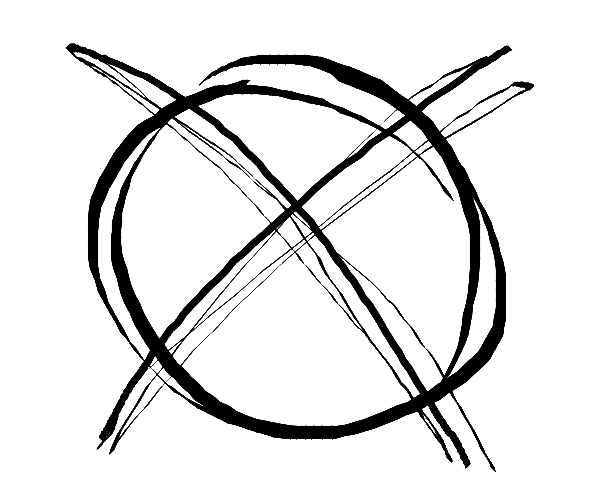
«Символ Оператора» в сериале «Мраморные шершни»

Значительное влияние на мифологию Тонкого Человека оказал веб-сериал «Мраморные Шершни» (англ. Marble Hornets), созданный в формате видеодневников на YouTube: в нём впервые показано воздействие существа на видеокамеры, также оттуда пришёл знаменитый «символ Оператора» — круг, перечёркнутый крестом — и понятие «болезнь Слендермена» (англ. Slender's sickness), симптомы которой говорят о его внимании, обращённом на человека. Идея видеодневников с участием этого персонажа, использующих принципы съёмки, схожие с Marble Hornets, и предполагающие разные теории его возникновения, также набрала большую популярность на YouTube.
Существует огромное количество историй, видео, любительских фильмов с участием Слендермена, которых иногда собирательно называют «Мифами о Тонком Человеке» (англ. Slender Man Mythos). В представлениях разных людей его поведение и облик могут почти не иметь точек соприкосновения, поскольку единого образа и модели поведения никто описать не может, и можно даже сказать, что у каждого поклонника свой образ Тонкого человека, который хоть немного да отличается от остальных. Уникальна эта легенда и тем, что, несмотря на её никем не скрываемую вымышленность, существует относительно большое количество людей, которые, принимая этот факт, верят в Слендермена и занимаются его изучением, а некоторые ещё и утверждают, что сталкивались с ним. Это делает его первой полноценной городской легендой, созданной в Интернете.

## Описание
Тонкий человек выглядит как очень высокий бледный гуманоид с неестественно длинными, сгибающимися произвольным образом конечностями и иногда чёрными гибкими щупальцами или придатками, растущими из спины; одна из самых ярких его черт — абсолютная безликость. Он носит чёрный похоронный костюм с белой рубашкой, из-за которого его можно принять за правительственного агента или одного из «людей в чёрном». На фан-артах нередко встречается его изменённый образ, отличный от первоначального, и изображаться он может с иной комплекцией, строением тела, цветом кожи и элементов одежды. Некоторые исследователи даже склонны разделять эти образы на наиболее реалистичный «классический» (который обычно описывают якобы сталкивающиеся с ним люди; в англоязычных вики такое направление называют surgism) и «фанатский», в котором персонаж предстаёт скорее в качестве интернет-мема, нежели городской легенды. В первую очередь Тонкий человек — похититель, в частности, детей, которых он забирает туда, где их никогда больше не находят.
Неотъемлемой частью образа Слендермена является абсолютная неопределённость и неясность его намерений. Каноничной версией его происхождения, природы и целей остаётся, как ни парадоксально, полное её отсутствие, то есть о том, откуда он произошёл, был ли кем-то другим раньше и зачем ему похищать людей, никто не знает. В некоторых источниках могут излагаться различные гипотезы, от удобоваримых до откровенно абсурдных, но следует помнить, что ни одна из них не является официальной теорией, поскольку таковой попросту нет. Именно неопределённость и пугает людей больше всего, поскольку никто не может с уверенностью сказать, что Тонкий человек делает с жертвой после похищения. Помимо этого, учитывается и присущая ему неотвратимость, которая делает его схожим со смертью, так как противостоять ему невозможно и в большинстве случаев жертва может себе помочь только бегством.
Считается, что Слендермен — превосходный телепат, вследствие отсутствия большинства органов чувств и, соответственно, гипертрофированного шестого чувства, а в Marble Hornets ему приписывалась возможность стирать, редактировать человеческую память и манипулировать людьми, превращая их в марионеток. Как правило, похищенные им дети за несколько дней до исчезновения начинали видеть кошмары с ним. Также существует мнение, что Тонкий человек «чувствует», когда о нём говорят или думают, и пытается по возможности найти и забрать этих людей. В играх, созданных по мотивам этой легенды, отмечалось его влияние на электронные фото- и видеоустройства, которые по приближении начинали выдавать сильные помехи. Он способен телепортироваться, удлинять своё тело, руки, изменять их количество и даже превращать в щупальца. Неизвестно, есть ли у него ещё какие-либо способности, хотя нередко его появление сопровождалось густыми туманами.
Судя по всему, Тонкий человек не слишком активен в плане передвижения: обычно он скромно стоит вдалеке, иногда со склонённой набок головой, и не предпринимает внешне агрессивных действий, практически нигде он не описывается бегущим и даже ходит довольно редко, предпочитая перемещаться с помощью телепортации за пределом обзора наблюдателя. При попытке схватить кого-либо он использует руки, щупальца или старается ввести жертву в ступор с помощью гипноза. Часто в историях упоминается сильная головная боль, которую испытывали люди при установлении с ним зрительного контакта.
Места его «обитания» — преимущественно леса, в которых он может очень удобно замаскироваться под дерево, и заброшенные здания. Он нападает на одиноких людей, которые после исчезают, так, что не находят ни их тел, ни каких-либо следов их пребывания, правда, Victor Surge писал, что нескольких пропавших обнаруживали насаженными на деревья в лесу Стейнмен (англ. Steinmen Woods). Тонкому человеку также свойственна манера стучать и подглядывать по ночам в окна (на любом этаже).

## Распространение

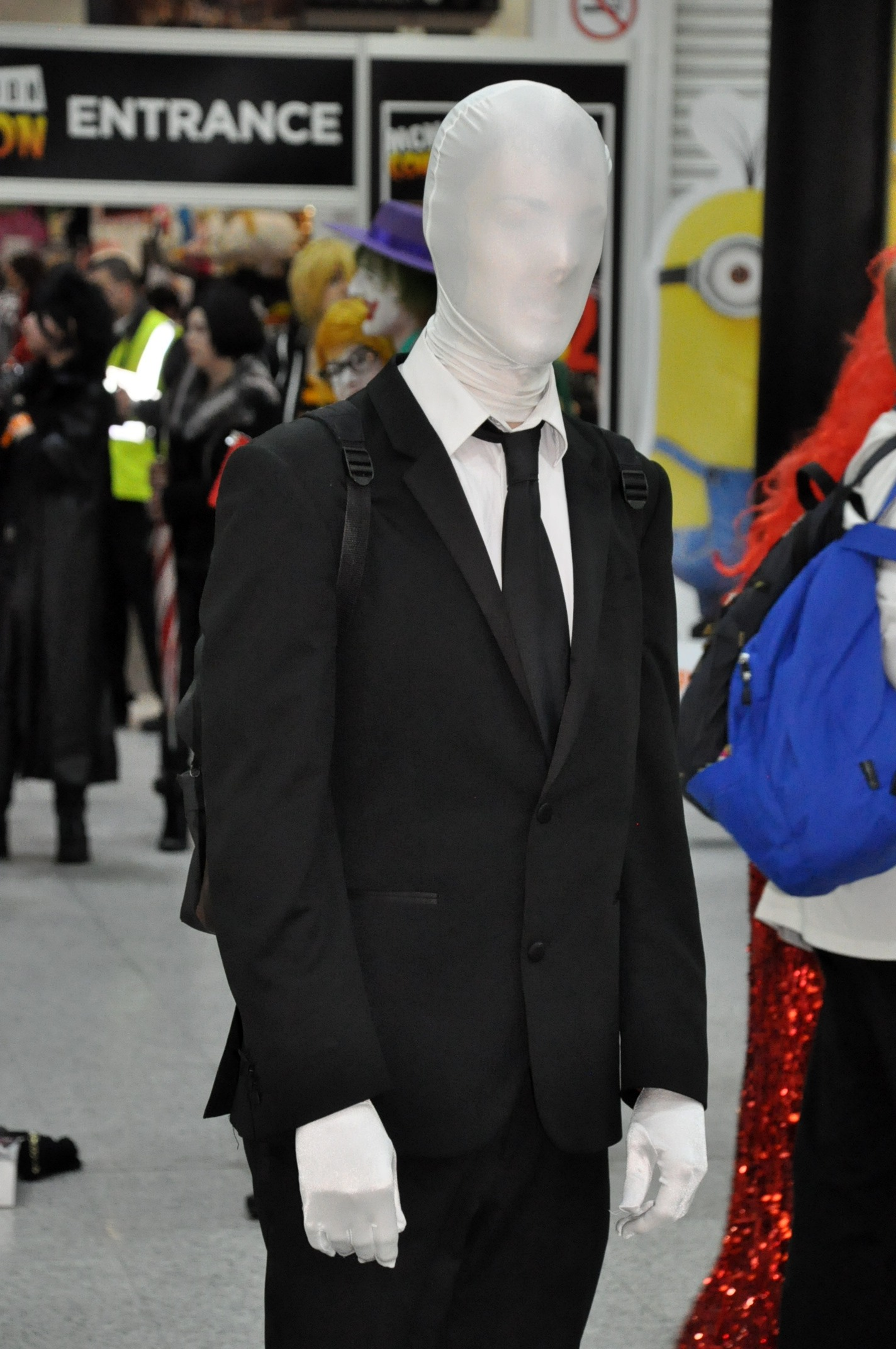
Косплей Слендера на конвенте '

Слендермену посвящён веб-сериал Marble Hornets (с англ. — «Мраморные Шершни»), созданный другим пользователем Something Awful Троем Вагнером и его друзьями — Джозефом ДеЛажем и Тимом Саттоном. «Мраморные шершни» оказали огромное влияние на персонажа, во многом сформировав его современный образ. Веб-эпизоды сериала, стилизованные под найденные плёнки, назывались «записями» (англ. entries) и выходили на YouTube-канале Marble Hornets. Они рассказывали историю вымышленного студента-кинематографиста Джея, который, получив от своего друга и коллеги Алекса плёнки со съёмок полнометражного фильма, обнаружил на них странные и загадочные кадры. Иногда записи сопровождались видео на канале totheark. Впоследствии Marble Hornets был развит в игру в альтернативной реальности. Сериал выходил с 2009 по 2014 год, всего вышло 92 эпизода на основном канале и 38 видео на канале totheark. Все три сезона были выпущены на DVD. По состоянию на мая 2022 года канал Marble Hornets на YouTube имеет более 100 миллионов просмотров и более 600 тысяч подписчиков.
В 2013 году было начато производство полнометражного фильма по мотивам веб-сериала. 7 мая 2015 года вышел в прокат полнометражный фильм ужасов «Слендер» (англ. Always Watching: A Marble Hornets Story) в псевдодокументальном стиле от режиссёра Джеймса Морана. Роль Слендермена в нём сыграл американский актёр Даг Джонс, известный прежде всего как исполнитель ролей различных фантастических персонажей, в том числе монстров.
В 2018 году был выпущен ещё один игровой фильм — «Слендермен» режиссёра Сильвейна Уайта; в этом фильме роль Слендера исполнил испанский актёр Хавьер Ботет, ранее также игравший преимущественно чудовищ из-за своей худощавой внешности и большого роста, приобретённых вследствие синдрома Марфана.
Помимо Marble Hornets, на YouTube появились и другие сериалы-подражатели, где также фигурировал Слендермен, в том числе каналы EverymanHYBRID и Tribe Twelve (с англ. — «Племя Двенадцать»). В 2012 году на Kickstarter была запущена кампания по сбору средств на создание независимого полнометражного фильма по мотивам мифов о Тонком человеке.
В том же 2012 году независимый разработчик Марк Хэдли выпустил игру Slender: The Eight Pages в жанре survival horror от имени собственной студии Parsec Productions. В ней игрок собирает записки в тёмном ночном лесу, избегая встреч с Тонким Человеком. В 2013 году вышла игра-продолжение — Slender: The Arrival, разработанная инди-студией Blue Isle Studios в сотрудничестве с Parsec Productions. В отличие от оригинала, Slender: The Arrival является коммерческим продуктом.
Тонкий Человек приобрёл известность в качестве персонажа крипипаст — страшных историй, распространяющихся между сайтами, форумами и имиджбордами.
В телепрограмме Digital Human канала BBC Тонкий человек был назван «первым великим мифом интернета». Успешное распространение легенды о нём приписывалось коллективной структуре сети: хотя почти каждый из участвовавших в создании мифа прекрасно понимал, что Слендермен является вымыслом, сетевой характер этой своеобразной игры позволял каждому участнику добавлять свои детали, тем самым придавая образу Тонкого человека ощущение подлинности. Victor Surge отмечал, что ряд людей, даже зная, что Тонкий человек является придуманным на форуме Something Awful образцом псевдо-фольклора, все же допускали его существование в реальности.

## Вселенная
Несмотря на частое приписывание Слендермена к фэндому «Крипипаста», на самом деле, Тонкий Человек существует отдельно. Существуют определённые события и персонажи, которые относятся к так называемому «канону Вселенной Слендермена». Так, во «Вселенную Слендермена» входят оригинальная история Эрика «Victor Surge» Кнудсена, веб-сериал Marble Hornets и игры (Slender: The Eight Pages и Slender: The Arrival), а в 2018 году в неё вошёл фильм «Слендермен» (так как он создавался под руководством Кнудсена). Также на 2018 год был запланирован выход комикса-продолжения по Marble Hornets.

## Инциденты

### Инцидент вУокешо
31 мая 2014 года две двенадцатилетних девочки заманили свою одноклассницу Пэйтон Лейтнер в лес, мотивируя это игрой в прятки. В самый неожиданный момент они напали на подругу и нанесли 19 ножевых ранений. Несмотря на это, Пэйтон чудом удалось выжить: она сумела добраться до ближайшей тропы, где её обнаружил проезжавший мимо велосипедист. Девочка провела в больнице шесть дней, после чего смогла вернуться к учёбе.
Нападавшие оправдывали свой поступок попыткой понравиться Тонкому Человеку, о котором прочли в интернете. Они заявили, что боялись, что Слендермен убьёт их родных. Из показаний в суде выяснили, что подруги якобы общались «с Волан-де-Мортом и Черепашкой-Ниндзя». У девочек было диагностировано психическое заболевание. Автор Слендермена Эрик Кнудсен в интервью сказал, что искренне соболезнует пострадавшей.
Девочек судили как взрослых, дав им 65 лет лишения свободы. В августе 2017 года одна из заключённых, Анисса Вейер, признала вину, но сказала, что не несёт ответственности, по причине безумия. После этого её отправили на трёхлетнее лечение в психиатрической клинике; 21 декабря 2017 года окружной судья Майкл Борен увеличил этот срок до 25 лет. Чуть позже на госпитализацию отправили и подругу Аниссы — Морган Гейзер, также признавшую свою вину, дабы избежать заключения. Как зачинщица нападения, Морган получила срок лечения не более 40 лет.
В 2016 году канал HBO выпустил документальный фильм «Остерегайтесь Слендермена», посвящённый данному инциденту. Также это событие легло в основу вышеупомянутого полнометражного фильма 2018 года, вследствие чего фильм получил шквал негативной критики, а в штате Висконсин, где и произошла трагедия, его вообще не допустили к показу из уважения к семьям всех участниц покушения, включая жертву. Кроме того, инцидент в Уокешо послужил «вдохновением» для следующих кинокартин:
- 6-я серия 16-го сезона сериала «Закон и порядок: Специальный корпус» («Glasgowman’s Wrath»);
- 5-я серия 14-го сезона сериала «Мыслить как преступник» («The Tall Man»);
- Фильм «Ужас в лесу» (англ. Terror in the Woods, 2018), реж. Донн Дж. Виола;
- Фильм «Мёрси Блэк» (англ. Mercy Black, 2019), реж. Оуэн Эгертон.

### Другие инциденты
- В том же 2014 году 13-летняя девочка из Огайо с ножом напала на собственную мать, написав предварительно макабрическую историю, упоминающую и Слендермена, который, по словам матери, стал причиной атаки[19].
- Также 4 сентября этого же года 14-летняя девочка подожгла дом, в котором находились её мать и девятилетний брат. Полиция сообщила, что подросток читала мангу[20] и истории о Тонком человеке. Шериф отметил, что девочка «посещала сайт, содержащий большое количество информации о Слендермене. Можно утверждать, что он стал одной из причин инцидента»[21].
- В 2015 году было совершено большое количество попыток суицида среди лиц в возрасте от 12 до 24 лет, проживающих в индейской резервации Пайн-Ридж; заявлялось, что Тонкий человек оказал на это влияние. Вождь племени Оглала по этому поводу заметил, что многие коренные американцы до сих пор верят в «дух самоубийства», имеющий сходство со Слендерменом[22].

## Отсылки в популярной культуре

### Игры
Существует немало отсылок к Слендермену в других независимых игровых проектах, например, в инди-хорроре The Curse of Blackwater, где его можно увидеть вдалеке по пути к больнице. Также, в Five Nights at Freddy's 2 существует персонаж Марионетка (англ. The Puppet), выглядящий как тощий гуманоид с длинными конечностями и в маске, но его сходство с Тонким человеком — лишь совпадение.
- В компьютерной игре Minecraft присутствует моб под названием Эндермен (англ. Enderman, или «Странник Края») — очень высокое чернокожее существо с длинными руками, напоминающее Слендермена[23]. Некоторые игроки также отмечали сходство с ним другого существа, которого, по утверждениям, никогда не было в игре, — мифического моба Хиробрина, по легенде, появляющегося в тумане и пугающего игрока, вставая за его спиной. Кроме того, пользователями было создано несколько модов, добавляющих Тонкого человека или Хиробрина в игру.
- В игре Pixel Gun 3D Слендермен является боссом 7 уровня, имеющим способность телепортироваться и наносить урон щупальцами. Считается самым сложным из всех остальных персонажей; помимо всего прочего, на этом уровне присутствуют его клоны, которых нужно уничтожить, чтобы пройти уровень.
- В Metro: Last Light по ходу сюжета игроку встречается рекламный щит, на котором изображён безликий человек в чёрном костюме. Маленький Чёрный, спасённый нами незадолго до этого, будет прикасаться к щиту, упоминая о ношении людьми вещей. Этот момент многими считается пасхалкой.
- В Watch Dogs на улицах Чикаго можно увидеть несколько граффити со стилизованным изображением бледного мужчины в чёрном без носа, рта, ушей, волос и с заштрихованными глазами. Как и в случае с щитом из Metro: Last Light, многие считают это отсылкой к Тонкому человеку, однако достоверных подтверждений этому нет.
- В игре Runner2: Future Legend of Rhythm Alien[англ.] Тонкого человека можно увидеть на заднем плане в середине уровня, а в конце, если не дать выстрелить собой из пушки, появятся помехи, среди которых будет мелькать его белое лицо[24].
- В игре XCOM: Enemy Unknown существует противник под названием «Дохляк» (англ. Thin Man) — рептилоид, маскирующийся под сильно вытянутого худого человека в костюме.
- Тонкий человек в качестве секрета присутствовал на карте Zomboss Estate в игре Plants vs. Zombies: Garden Warfare, где он стоял в лесу вне досягаемости игрока. После одного из обновлений пасхалка поменялась: теперь среди деревьев виден лишь силуэт Зубастика (англ. Chomper), из которого торчат чьи-то ноги (это в очередной раз доказывает, что у разработчиков есть чувство юмора).
- В Goat Simulator на основной локации есть кладбище, на котором можно найти сильно напоминающее Слендермена существо.
- Один из режимов Yandere Simulator имеет название Slender Mod: при его включении музыка меняется, атмосфера становится очень жуткой, а главная героиня — высокой, с длинными руками, ногами и волосами, заслоняющими лицо.
- Одним из антагонистов игры Little Nightmares II является персонаж по прозвищу Тонкий Человек (англ. Thin Man), обладающий способностью появляться и исчезать через телевизионные экраны. По сюжету, главные герои, девятилетний мальчик Моно и девятилетняя девочка Шестая, сталкиваются с Тонким Человеком в 4-й главе «Бледный Город».
- В игре 112 Operator оператору (игроку) в какой-то момент игры поступает звонок от женщины, которую преследуют. Она описывает преследователя как «длинного человека без лица». После окончания рабочего дня игрок может выяснить из сводки вызовов, что женщина была под наркотическим воздействием после вечеринки, и всё это было галлюцинацией. Также, данный вызов именуется как «Слендермен», что является прямой отсылкой на одноимённого персонажа.

### Кино и мультипликация
- Отсылка к Тонкому человеку появилась в одном из выпусков сериала «Сверхъестественное» 4 марта 2014 года. Показанный там персонаж (его называли Thin Man) имеет множество черт сходства, хотя и использует в качестве оружия нож и несколько иначе выглядит. По версии создателей сериала, Thin Man являлся плодом «командной игры» двух помешанных на паранормальных явлениях парней.
- В серии «Тёмная сторона луны» (англ. Moon Madness) мультсериала «Отчаянные герои: Все звёзды» Тонкий человек хорошо заметен в середине эпизода на одном из мониторов, где наблюдаются герои.
- Во второй серии третьего сезона сериала «Зов крови» имя Слендермена упоминается в самом начале, а также является одним из прозвищ антагониста, больше известного как Гамельнский крысолов — персонажа (правда, не безликого), способного вытягивать руки и вводить людей в транс.
- В девятой серии четвёртого сезона мультсериала «Дружба — это чудо» был замечен Слендермен: когда герои добираются до домика тётушки в лесу, Пинки Пай выдаёт монолог о семье Эпплов, после чего в порыве энтузиазма прыгает на Эпплджек. В момент прыжка, когда камера перемещается вправо, за ёлкой на заднем плане можно было увидеть стилизованного Тонкого человека, который скрывается так быстро, что его можно увидеть лишь при замедлении видео[25].
- Также существует мнение, что во второй серии первого сезона мультсериала «Гравити Фолз» в одной из сцен в лесу можно увидеть на заднем плане Слендермена, что обычно подтверждается одним кадром, демонстрирующим его стоящим за деревом. На самом деле, этот кадр — не что иное, как подделка (в оригинальном видео никого за деревом нет), и в действительности ни в этой серии, ни в других он не появлялся. Но в мини-серии «Прячущийся» (англ. The Hine-Behind) Диппер расследует дело о неком Прячущемся — деревоподобном худом существе (имеющем схожие черты со Слендером), что ходит по лесу, но увидеть можно лишь его следы. В конце серии Диппер уходит, оставив камеру, и как видно, Прячущийся всячески избегает зрительного контакта.
  - В комиксе «Гравити Фолз: Забытые Легенды», который является официальным, есть история, где было небольшое камео Слендермена. В одном из моменте истории «Лицом к лицу», есть кадры, когда Диппера и Пасифику ловят монстры и устраивают аукцион, где собираются продать подростков первому покупателю. Тонкий Человек попытался это сделать, однако потерял свой кошелёк, из-за чего его опередил антагонист Мистер Что-С-Его-Лицом.
- В веб-сериале «Надоедливый апельсин» (серия Annoying Orange Vs. Slender) главный герой Апельсин вместе с друзьями бродит по лесу Слендермена, где встречается с ним, при этом непонятно каким образом собрав все 8 страниц.
- Многие рецензенты сравнивают с Тонким человеком «пустоты» из фильма «Дом странных детей мисс Перегрин», которые представляют собой гротескных существ огромного роста, на голове которых присутствует лишь пасть с множеством щупальцеподобных языков. Несмотря на сходство, неизвестно, вдохновлялся ли Тим Бёртон этим персонажем при создании фильма.
- В российском мультсериале «Герои Энвелла» персонаж Илья Муромов мутировал в чудовище под названием «Человек-Улыбка» — длинное, худощавое, с щупальцами и имеющее при этом способность превращать в камень тех, кто на него посмотрел. Благодаря своему образу и подобию он получил прозвище «Слендермен» от главного героя Киры.
- В 2021 году в TikTok распространилось видео, в котором автор якобы обнаружил Слендермена в мультфильме «Красавица и Чудовище», в сцене, когда камера опускается на танцующих вальс главных героев[26].
- В первых двух сериях 2-го сезона мультсериала «Корпорация „Заговор“» присутствует персонаж, внешностью напоминающий Слендермена, который посещает анонимные психологические беседы. Само имя персонажа не называется[27][неавторитетный источник].

### Музыка
- 5 июня 2014 года российская рок-группа «ЛабиРинТуМ» выпустила песню «Тощий Человек». В ней рассказывается о заблудившемся в лесу человеке, которого преследует Слендермен. При создании тёмной атмосферы песни группа вдохновлялась творчеством групп Black Sabbath и King Crimson.
- 20 июля 2014 года российская хоррор-панк группа Voodoo Puppets выпустила песню «Slender Man» на сплит-альбоме с группой Botinki Ra. В конце трека можно услышать многократно повторяющиеся звуковые помехи, возникающие при приближении Слендермена.
- 13 декабря 2024 года российские исполнители экспериментальной музыки dekma и SHTRIHCOD выпустили альбом «RED LEATHER SKIN». В этом альбоме последний трек, названный «СЛЕНДЕРМЕН», полностью состоит из панчей, посвященных Слендермену, и длится 1 час.